# Фехтование на летних Азиатских играх 1974
На летних Азиатских играх 1974 года соревнования по фехтованию состоялись впервые в истории Азиад.

## Медалисты

### Мужчины
| Дисциплина                  | Золото                                                                                           | Серебро                | Бронза                                                                                       |
| --------------------------- | ------------------------------------------------------------------------------------------------ | ---------------------- | -------------------------------------------------------------------------------------------- |
| Шпага Личное первенство     | М.Исикава Япония                                                                                 | Пируз Адамиат Иран     | М.Аида Япония                                                                                |
| Шпага Командное первенство  | Иран · Пируз Адамиат · Парвиз Алмаси · Эсфандиар Зарнегар · Али Ашгар Пашапур · Саркис Асадуриан | Япония                 | Китай                                                                                        |
| Рапира Личное первенство    | Т.Дзингу Япония                                                                                  | Али Ашгар Пашапур Иран | М.Фукуда Япония                                                                              |
| Рапира Командное первенство | Япония                                                                                           | Республика Корея       | Иран · Али Ашгар Пашапур · Хусейн Никнам · Мохсен Саббаг · Киумарс Толуей · Бехзад Золфагари |
| Сабля Личное первенство     | А.Акихо Япония                                                                                   | Абдулхамид Фатхи Иран  | Манучехр Шафаей Иран                                                                         |
| Сабля Командное первенство  | Иран · Абдулхамид Фатхи · Манучехр Шафаей · Ахмад Эскандарпур · Ахмад Акбари · Эсмаэйл Пашапур   | Япония                 | Китай                                                                                        |

### Женщины
| Дисциплина                  | Золото                                                                               | Серебро            | Бронза            |
| --------------------------- | ------------------------------------------------------------------------------------ | ------------------ | ----------------- |
| Рапира Личное первенство    |                                                                                      | Махваш Шафаей Иран | Гити Мохебан Иран |
| Рапира Командное первенство | Иран · Махваш Шафаей · Гити Мохебан · Джила Алмаси · Мариам Шариатзаде · Мариам Ачак |                    |                   |